# 柴井线
柴井線（朝鲜语：／ Sijŏng sŏn */?）是朝鮮民主主義人民共和國的一條鐵道線路，站點為平壤兄弟山区域的间里站到平安南道大同郡的柴井站。

## 路线概况
- 距离：8.0km
- 车站数：2
- 轨距：1435mm
- 电气化区间：直流3kV
- 复线区间：无